# Heretic II
Heretic II è un videogioco sparatutto in terza persona di ambientazione fantasy sviluppato da Raven Software e pubblicato da Activision nel 1998 per PC.
È il secondo episodio di Heretic e sviluppa la storia di Corvus, il protagonista del gioco originale.

## Trama
La storia vede Corvus, l'eroe che salvò Parthoris dai demoni di D'Sparil (il primo Serpent Rider), riuscire improvvisamente a fare ritorno nella dimensione d'origine al termine di un lungo esilio, ed essere coinvolto in una nuova vicenda. Dopo la sconfitta di tutti e tre i Serpent Riders, Parthoris è finita preda di una terribile piaga, una malattia sconosciuta che sta uccidendo moltissime persone. Corvus, tornato al villaggio Silverspring, dal popolo Sidhe, scopre che i suoi compaesani stanno lentamente morendo divorati da una strana malattia che rende pazzi e feroci. Corvus, purtroppo, si accorge, a seguito di un duello col capo del villaggio, il Guardiano Celeste, di aver contratto la malattia in oggetto.
Corvus prosegue nel viaggio e scopre che Morcalavin, un Serafino (antenato vivente dei Shide), ha tentato di raggiungere l'immortalità tramite l'uso dei sette Tomi del Potere. Essendo solo sei tomi veri e uno falso, Morcalavin è diventato pazzo e ha creato una malattia che si è diffusa per tutto il continente di Parthoris. Corvus fugge da Silverspring e giunge nelle paludi, per arrivare ad Andoria, una città abitata dai Ssithra, una razza di anfibi simili ad umani. Siernan, un famoso guaritore Ssithra, conosce il modo per curare la pericolosa malattia e indica all'eroe di recuperare certi ingredienti. La cura così prodotta, purtroppo, si rivela efficace solo sui Ssithra, lasciando Corvus ancora in preda alla malattia (ma, grazie al Tomo del Potere, ancora in salute e in pieno possesso delle proprie facoltà mentali), e costringendolo pertanto a proseguire l'avventura.
In seguito, Corvus giunge al nido K'chekrik, abitato da una specie di insetti giganti, dove deve affrontare molti di essi e poi deve sconfiggere un insetto gigantesco. Dopo averlo ucciso, Corvus prosegue nel nido per giungere nella camera della Sacerdotessa, che teme di essere contagiata e combatte. Dopo averle fatto riacquistare la ragione l'eroe prosegue tramite un portale creato da lei per andare alle Miniere degli Ogle. Proseguendo per le miniere Corvus giunge in seguito alla Fortezza delle Nubi, il luogo in cui Morcalavin si è rinchiuso. Dopo un grande duello, l'eroe riesce a piazzare il suo tomo, quello vero, e a completare la sequenza dei sette tomi per porre fine al regno di terrore e di malattia di Morcalavin, concludendo così l'avventura e riportando, ancora una volta, la pace a Parthoris.

## Modalità di gioco
Heretic II è stato sviluppato usando il motore grafico di Quake II, modificato e migliorato. Il gioco unisce elementi da sparatutto in prima persona ed elementi di gioco di azione in terza persona, permettendo movimenti di salto e acrobazie simili ai giochi di tipo platform.

## Personaggi principali
- Corvus: protagonista della storia e del gioco stesso, Corvus appartiene alla razza Sidhe (una sorta di elfi), ed è conosciuto in tutta Parthoris per avere sconfitto il demone D'Sparil nel precedente episodio Heretic. Mentre la maggior parte degli altri personaggi sono distinti in guerrieri (combattenti da mischia) e usufruitori di magia (che attaccano dalla lunga distanza), Corvus appare come un combattente all-round dotato sia di un'arma da mischia -un'asta dotata di una lama- con la quale è possibile eseguire tre differenti tipi di mosse, sia di un'ampia serie di incantesimi divisi in offensivi e difensivi. Corvus è il tipico eroe riluttante e poco loquace, ma deterimnato a portare a termine la sua missione.
- Il Tomo del Potere: il Tomo del Potere è un antico libro dotato di poteri magici in cui è stata infusa la personalità di una potente maga. Esso può essere utilizzato durante il gioco come arma (quando è attivo tutte le armi e gli incantesimi di Corvus vengono potenziati temporaneamente), inoltre appare spesso durante i filmati, sospeso a mezz'aria e parlando con voce femminile.
- Dranor: il Capitano del Porto è un NPC minore con la funzione di raccontare a Corvus (e al giocatore) dello scoppio dell'epidemia di peste a Parthoris. Compare solo in un breve filmato, nel quale, dopo aver inizialmente scambiato Corvus per un appestato e rischiato di aggredirlo prima di riconoscerlo, viene al termine ucciso da uno dei seguaci di Morcalavin, che appare all'improvviso.
- Il Guardiano Celeste: Era il capo supremo della città natale di Corvus, Silverspring, che costituisce l'ambientazione dei primi livelli di gioco: proprio alla fine di questo scenario Corvus incontra il Guardiano Celeste (the Celestial Watcher nella versione originale), un mago astronomo che è impazzito avendo contratto la peste, e lo affronta nel centro del suo palazzo. Il Guardiano è quindi il primo boss del gioco, piuttosto difficile da affrontare anche in considerazione del fatto che a questo punto dell'avventura le armi e gli incantesimi più potenti non sono ancora disponibili, e per di più il duello avviene nella sua sala del trono, con le porte sbarrate e nessun riparo.
- Siernan: il guaritore di Andoria è il più importante NPC alleato di Corvus. Appare sempre stanco e rassegnato, inoltre sembra molto vecchio e non è in grado di combattere; è invece molto importante per la trama, infatti è lui che rivela al giocatore la verità sull'origine del contagio.
- Sacerdotessa: appartiene alla razza T'chekrik, ed è a capo dell'alveare di K'chekrik nel canyon di Katlit'K. Il suo aspetto è quello di una donna insetto molto bella (almeno nelle intenzioni dei programmatori) e di colore azzurro. E il secondo boss importante del gioco, e anche se è poco resistente è dotata di attacchi veramente efficaci. Una volta sconfitta diventa una preziosa alleata per il protagonista.
- Morcalavin: il boss finale del gioco. Morcalavin è un Serafino che ha creato per errore la peste tentando di attuare il misterioso "Incantesimo dell'Ascensione" per diventare immortale, una sorta di angelo caduto, di Lucifero insomma: infatti i suoi seguaci portano come simbolo eretico del pentacolo rovesciato (in sintonia col titolo del gioco). È un mago potente e uno scienziato, ma contorto e crudele, che però viene redento da Corvus quando egli completa correttamente L'Incantesimo dell'Ascesione. Nel filmato finale Morcalavin guarisce e sembra ascendere al cielo, ma sarà ancora presente nel seguito non ufficiale "Ogle - the return of Morcalavin".

## Voci dei personaggi
- Rebecca Downs - Tomo del Potere, Sacerdotessa
- Kay Kuter - Siernan
- Daniel Riordan - Corvus, Osservatore Celeste, Morcalavin
- Wally Wingert - D'Sparil, Dranor, Scout, Ssithra, Il Guardiano